# Tobosi
Tobosi – miasto w Kostaryce, w prowincji Cartago.